# Thằng Quả
Kim Huy Tông (金徽宗, ?-1124), tên Hán là Hoàn Nhan Tông Tuấn (完顏宗峻), tên Nữ Chân là Thằng Quả (繩果), là con trai trưởng của Kim Thái Tổ Hoàn Nhan A Cốt Đả, là cha của Kim Hi Tông Hoàn Nhan Hợp Lạt. Ông bị thương trong các cuộc chiến giữ Trung Kinh và ứng cứu Tây Kinh, mất vào tháng 7 năm Thiên Hội thứ 2.
Sau khi Kim Hi Tông kế vị đã truy thụy hiệu là Doãn Cung Khắc Nhượng Hiếu Đức Huyền Công Hữu Thánh Cảnh Tuyên Hoàng đế (景宣皇帝), miếu hiệu là Huy Tông (徽宗).

## Gia đình
- Bồ Sát thị
  - Kim Hi Tông Hoàn Nhan Hợp Lạt.
- Không rõ
  - Tạc vương Hoàn Nhan Nguyên.
  - An Vũ quân Tiết độ sứ Hoàn Nhan Tra Thứ.